# Plan de Dieu (Vaucluse)
Ne doit pas être confondu avec Plan-de-dieu (côtes-du-rhône) ou Plan de Dieu (théologie).

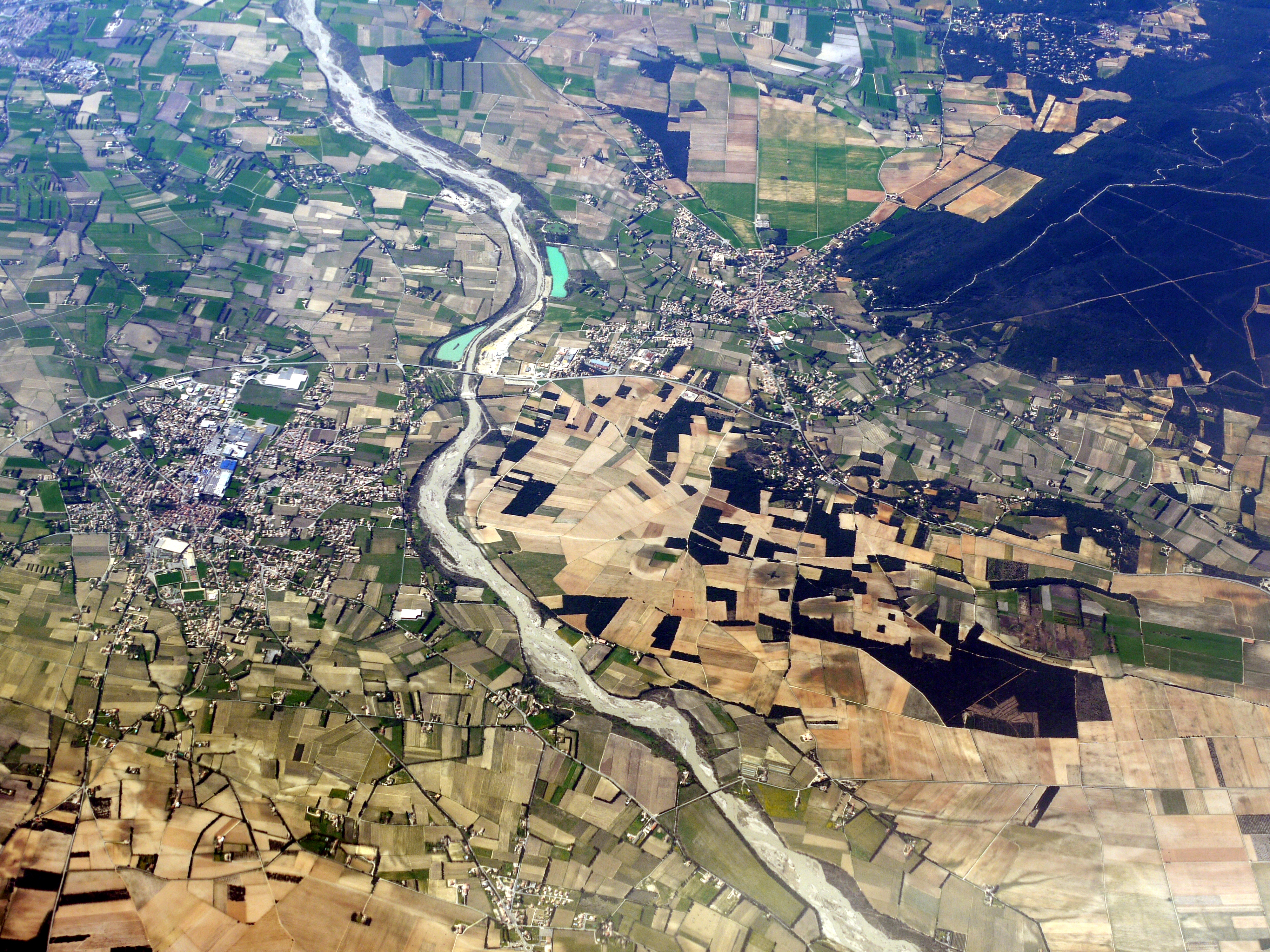
Vue aérienne du Plan de Dieu au-dessus de Camaret et Sérignan

Le Plan de Dieu est une vaste terrasse alluviale du sud de la France qui sépare l'Aygues et l'Ouvèze, dans le département du Vaucluse. Elle est à cheval sur les communes de Camaret-sur-Aigues, Jonquières, Travaillan et Violès.

## Étymologie
Ce lieu reçut son nom des religieuses de Prébayon quand elles quittèrent le massif des Dentelles de Montmirail pour s'installer ici. C'était pour elles le meilleur terroir à vignes, la « plaine de Dieu ».

## Géographie
Situé à l’est d’Orange, le plan est limité par le cours de deux rivières, l'Aygues et l'Ouvèze. Descendues des Baronnies, ces rivières au régime torrentueux ont charrié, après la dernière ère glaciaire, des alluvions qui ont déposé des galets jusqu'à former une terrasse entre leurs lits.
Le terroir est assez uniforme, étant essentiellement composé d'une vaste terrasse alluviale, un interland entre l'Aigues et l'Ouvèze formé à l'époque du Riss. Elle est surmontée de galets roulés calcaires du Quaternaire. Ces dépôts du diluvium alpin reposent soit sur de l'argile bleue du pliocène, soit sur des safres gréseux,.

## Histoire
Le nom de Plan de Dieu (Plan Dei) est utilisé pour la première fois le 18 septembre 1326 dans la rédaction d'un acte réglant entre les habitants de Camaret et de Travaillan les limites de leurs vignes et pâturages.